# Theodor Nicolovius
Theodor Balthasar Nicolovius (* 18. Mai 1768 in Königsberg i. Pr.; † 11. Oktober 1831 in Königsberg i. Pr.) war als preußischer Beamter Regierungspräsident von Danzig (1819–1825) in der Provinz Westpreußen.

## Leben
Nicolovius' Vater war der Hofrat und Obersekretär im preußischen Etatsministerium Matthias Balthasar Nicolovius (1717–1778).
Dr. phil. Nicolovius war Mitglied der Königlichen Deutschen Gesellschaft (Königsberg) und der Physikalisch-Ökonomischen Gesellschaft.
Ferner war Nicolovius seit 1803 Direktor der Gumbinner Kriegs- und Domänenkammer und seit 1810 Vizepräsident der Regierung in Königsberg sowie seit 1813 Vizepräsident der Regierung in Gumbinnen.
Er wurde Ritter des Roten Adlerordens 3. Klasse und erhielt das Eiserne Kreuz II. Klasse (1813).
Nicolovius heiratete Marianne Sophie Hamann (1779–1855), Tochter des Königsberger Philosophen Johann Georg Hamann (1730–1788). Sein Bruder Georg Heinrich Ludwig Nicolovius war preußischer Ministerialbeamter für Kirchen- und Schulangelegenheiten.